# Avosnes
Avosnes település Franciaországban, Côte-d’Or megyében. Lakosainak száma 88 fő (2022. január 1.). Avosnes Villy-en-Auxois, Saffres, Saint-Mesmin, Uncey-le-Franc, Chevannay és Marcellois községekkel határos.

## Népesség
A település népességének változása:
| Lakosok száma | 92   | 76   | 66   | 73   | 81   | 84   | 89   | 95   | 98   | 88   |
|               | 1968 | 1982 | 1990 | 2006 | 2013 | 2015 | 2017 | 2019 | 2020 | 2022 |